# 佛朗哥·以色列
佛朗哥·以色列·威伯默（西班牙語：Franco Israel Wibmer，2000年4月22日—），烏拉圭足球運動員，司職門將，現效力於意甲俱樂部拖連奴。

## 俱樂部生涯
以色列於2016年加入蒙特維多國民隊，並成為青年隊的一員，該隊贏得了2018年U-20解放者盃。
2018年8月17日，義大利俱樂部尤文圖斯宣布以五年協議簽署以色列。
2020年9月28日，以色列在尤文圖斯U23對上塞斯托的2-1聯賽勝利中首次亮相。

### 士砵亭
2022年7月5日，以色列與葡超俱樂部士砵亭簽訂了一份為期五年的合約，費用為650,000歐元，獲得了他60%的經濟權利。

## 國家隊生涯
以色列是烏拉圭前青年國家隊成員。他代表烏拉圭參加了多個比賽，包括2019年南美洲U-20錦標賽和2019年國際足總U-20世界盃。

## 外部連結
- Soccerway資料庫：佛朗哥·以色列